# 宮本英脩

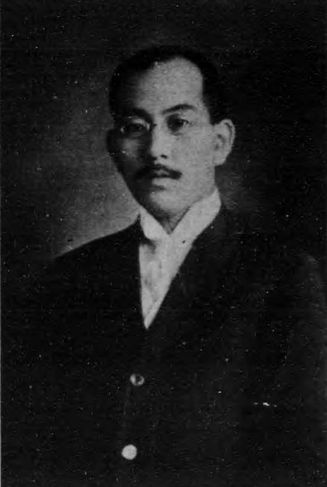
宮本英脩

宮本 英脩（みやもと ひでなが、1882年5月17日 - 1944年4月22日）は、日本の刑法学者・裁判官。茨城県出身。

## 人物
学説においては近代学派の立場に立つが、牧野英一の主観主義犯罪論が罪刑法定主義の解消の可能性さえ含んでいたのと異なり、可罰類型阻却原因という概念を立てて刑法の謙抑主義を強調した。弟子に前期旧派の立場に立つ佐伯千仭がいる。また、滝川事件のさいの「復帰組」教官の一人として知られる。

## 経歴
- 1882年5月 茨城県新治郡都和村（現在の土浦市）に生まれる[2]
- 1905年7月 東京帝国大学法科大学を卒業、直ちに司法官試補となる[2]
- 1907年4月 東京地方裁判所予備判事
- 1907年5月 東京区裁判所予備検事
- 1907年6月 東京区裁判所検事兼東京地方裁判所検事
- 1912年2月 東京地方裁判所判事
- 1914年4月 東京地方裁判所部長
- 1914年8月 大阪地方裁判所部長
- 1916年 京都帝国大学法科大学助教授に就任
- 1919年 ヨーロッパ留学に出発
- 1921年 帰国
- 1921年 京都帝国大学法科大学教授
- 1933年7月11日 滝川事件に際し京都帝国大学を辞任
- 1933年8月31日 京都帝国大学法学部講師
- 1933年12月27日 京都帝国大学法学部教授に復帰
- 1942年 京都帝国大学を定年退官
- 1944年4月22日 脳溢血により逝去（享年61）

## 著書
- 『刑法学綱要』
- 『刑法学粋』（1929年 - 1931年）
- 『刑事訴訟法講義』（1932年 - 1934年）
- 『刑法大綱』（1932年 - 1935年）
- 『刑事訴訟法大綱』（1936年）
- 『刑法講義』

## 門下生
- 佐伯千仭
- 山口良忠